# L’Isle (Szwajcaria)
L’Isle − miejscowość i gmina (commune) w zachodniej Szwajcarii, w kantonie Vaud, w okręgu (district) Morges. Leży nad rzeką Venoge. 

## Demografia
W L’Isle mieszkają 1093 osoby. W 2021 roku 15,4% populacji gminy stanowiły osoby urodzone poza Szwajcarią.

## Transport
Przez teren gminy przebiega droga główna nr 129. 